# Shane Archbold
Shane William Archbold (ur. 2 lutego 1989 w Timaru) – nowozelandzki kolarz szosowy i torowy. Olimpijczyk (2012).

## Osiągnięcia

### Kolarstwo szosowe
Opracowano na podstawie:

2007
- 1. miejsce na 4. etapie Tour du Pays de Vaud

2011
- 1. miejsce na 4. etapie Mi-août en Bretagne

2013
- 1. miejsce na 2. etapie An Post Rás

2015
- 2. miejsce w Classica Corsica
- 3. miejsce w Grand Prix d’Isbergues

2019
- 1. miejsce na 2. etapie Czech Cycling Tour

2020
- 1. miejsce w mistrzostwach Nowej Zelandii (start wspólny)
- 3. miejsce w Okolo Slovenska

### Kolarstwo torowe
Opracowano na podstawie:

2006
- 2. miejsce w mistrzostwach świata juniorów (wyścig drużynowy na dochodzenie)

2011
- 2. miejsce w mistrzostwach świata (omnium)
- 1. miejsce w mistrzostwach Oceanii (omnium)

2012
- 7. miejsce na igrzyskach olimpijskich (omnium)

2013
- 2. miejsce w mistrzostwach Oceanii (scratch)
- 2. miejsce w mistrzostwach Oceanii (madison)

2014
- 3. miejsce w Igrzyskach Wspólnoty Narodów (wyścig drużynowy na dochodzenie)
- 1. miejsce w Igrzyskach Wspólnoty Narodów (scratch)

## Rankingi

### Kolarstwo szosowe
| Rok              | 2010  | 2011 | 2012 | 2013 | 2014 | 2015 | 2016 | 2017  | 2018 | 2019  | 2020 | 2021  | 2022  | 2023  |
| ---------------- | ----- | ---- | ---- | ---- | ---- | ---- | ---- | ----- | ---- | ----- | ---- | ----- | ----- | ----- |
| UCI World Tour   |       |      |      |      |      |      | -    | 429.  | -    |       |      |       |       |       |
| World Ranking    |       |      |      |      |      |      | -    | 1295. | 980. | 1555. | 221. | 1097. | 1969. | 2699. |
| UCI Europe Tour  | 1186. | 536. | -    | 823. | 320. | 109. | -    | 862.  | 611. |       |      |       |       |       |
| UCI Oceania Tour | -     | -    | -    | -    | -    | -    | -    | -     | -    | 78.   | 16.  | 44.   | 88.   | -     |
|                  |       |      |      |      |      |      |      |       |      |       |      |       |       |       |
| Źródło: UCI      |       |      |      |      |      |      |      |       |      |       |      |       |       |       |